# Рахмонов, Уринбой Рахмонбердиевич
Уринбой Рахмонов (узб. Ўринбой Раҳмонов 4 (17) марта 1910 — 5 октября 1980) — советский киргизский актёр, театральный деятель, основатель, художественный руководитель и главный режиссёр Ошского узбекского драматического театра имени Бобура, участник Великой Отечественной войны,, поэт и писатель, внёс большой вклад в развитие культуры и искусства Кыргызстана. Председатель Кызыл-Кыштакского сельсовета Кара-Суйского района, был избран депутатом Ошского областного, Ошского городского и Кара-Суйского районного советов, членом бюро Ошского обкома КП Киргизской ССР и Кара-Суйского райкома партии.

## Биография
Уринбой Рахмонбердиевич Рахмонов родился 4 марта 1910 года в городе Ош, в семье служащих. Его отец Рахмонберди Мадазимов был основателем театрального движения в Центральной Азии и Кыргызстана, первым основателем, директором и художественным руководителем Ошского узбекского театра, сыграл активную роль на заре становления новой государственности - в формировании Кара-Кыргызской автономной области. В то время было крайне мало людей знавших грамоту, Рахмонберди Мадазимов и его дети принадлежали к той малой части. Уринбой Рахмонов учился в русско-туземной школе города Ош. Уринбой Рахмонов был поэтом и писателем, знал арабский и латинские языки, составлял письма для организаций и состоятельных людей, сотрудничавших с зарубежными учреждениями торговли.
Когда Уринбою Рахмонову исполнилось 17 лет, он в 1927 году начал свою творческую деятельность в Ошском театре. Работал в театре артистом, кроме того, в трудные годы становления и организации театра дополнительно выполнял десять должностей: был помощником режиссёра, драматургом, певцом, музыкантом, суфлёром, художником, гримёром, поэтом, в дальнейшем был назначен художественным руководителем Ошского театра. Писал небольшие пьесы, стихи и музыку для песен, под которые в ту пору танцевала народная артистка Киргизской ССР первая танцовщица Розия Муминова.
В 1934 году в составе коллектива театра участвовал в первых гастролях Ошского театра в городах Ленинград, Москва, Ташкент. В августе 1934 года театральный коллектив в составе 70 человек поехали на гастроли в город Ленинград. Репертуар театра составляли «Фархад и Ширин», «Лейла и Маджнун» и другие узбекские пьесы. Ленинградские любители искусства так хорошо встретили выступления театра, что запланированные на непродолжительное время гастроли продолжались почти месяц. Коллектив театра проводил творческие встречи на предприятиях, учебных заведениях, на легендарном крейсере «Аврора». Всего дали 22 концерта. В конце гастролей артистов принял первый секретарь Ленинградского обкома партии Сергей Миронович Киров, который подчеркнул, что поставленные спектакли и концерты произвели большое впечатление на ленинградцев и это останется в их памяти. На встрече участвовали Уринбой Рахмонов, А. Насриддинов, Кадыржан Хамидов, З. Умаров, Гуламжан Исраилов, Б. Махмудов, Тожихон Хасанова, Лайлихон Моидова, Р. Ахмедов, Б. Ортиков, И. Худайбердиев, Зиямиддин Шакиров, Лутфулло Ходжаев, Р. Мухаммаджанов, Ж. Юсупжанов, Г. Мухаммаджанова, Д. Каюмов, П. Салиев и другие. В конце встречи они сфотографировались с Кировым. После смерти С. М. Кирова в 1937 году театр назвали в честь С. М. Кирова.
В 1934 году в Ташкенте был проведён слёт передовиков-хлопкоробов. По приглашению председателя президиума ЦИК Узбекской ССР Юлдаша Ахунбабаева коллектив театра поехал в Ташкент для участия в концерте для участников слёта. Участники слёта встретили с оглушительными овациями выступления певца Абдуллы тарок Файзуллаева, артистов Уринбоя Рахмонова, Р. Муминовой, Т. Хасановой, Л. Моидовой, К. Хамидова, Г. Исраилова. В 1934 году Уринбой Рахмонов в составе театра также участвовал на гастролях в Москве. 26 мая — 4 июня 1939 года участвовал в I декаде киргизского искусства в Москве и с группой участников встречался с М. И. Калининым.
В 1939 и 1940 годах участвовал в гастролях во Фрунзе. С началом Великой Отечественной войны ушёл добровольцем на фронт, был тяжело ранен, вернулся в Ошский театр. В 1942 году был назначен художественным руководителем театра, которым руководил до 1949 года. Во время Великой Отечественной войны артисты Ошского театра бывали на фронтах и ставили солдатам патриотические спектакли. Уринбой Рахмонов, Т. Хасанова, Э. Бутаева, М. Атабаев призывали бойцов к героизму. В эти годы на сцене были поставлены пьесы по произведениям «Буран», «Смерть оккупантам!» Камиля Яшена, «Курбан Умаров» Сабира Абдуллы, «Песня жизни» Уйгуна, «Пограничники» Билль-Белоцерковского, «Фронт» Корнейчука. Театральный коллектив внёс большой вклад в дело воспитания в духе военного патриотизма трудящихся масс. Большую роль в раскрытии творческого потенциала театрального коллектива и Уринбоя Рахмонова сыграли поставленные им на сцене театра произведения «Бай и батрак», «Проделки Майсары» Хамзы, «Любовь Яровая» К. Тренёва, «Обман и любовь» Шиллера, «Тахир и Зухра» С. Абдуллы, «Невеста за 5 сом» М. Ордубади, «Фархад и Ширин» Хуршида, «Гулсара» К. Яшена, «Весна», «Алтынкуль» Уйгуна. В дальнейшем Уринбой Рахмонов посвятил себя театральной критике и театральной педагогике. Был на всех репетициях и премьерах театра, давал свои ценные советы, учил артистов театра, певцов и музыкантов. Воспитал много молодых творческих кадров для театра.
Уринбой Рахмонов с 1949 по 1954 год работал председателем Кызыл-Кыштакского сельсовета, с 1954 по 1965 год работал начальником почты в селе Кызыл-Кыштак, Кара-Суйского района.
В 1953 году по его предложению были объединены три сельских совета — Кызыл-Кыштак, Шуро и Ишкаван в единый Кызыл-Кыштакский сельский совет, где под его руководством были освоены новые земли в сёлах Янги-Турмуш, Сураташ, Бешкапа, Коммунист, Керме-Тоо, Кызыл-Байрак, Ишкаван. Сейчас там проживают десятки тысяч людей. В 2024 году эти земли присоединены к территории города Ош.
С 1965 года работал в системе торговли. Но, несмотря на то, что он в 1949 году ушёл из театра, он ещё долго, вплоть до 1958 года, после работы играл в театре главные и эпизодические роли. Зрители и критики отмечали исполненные им главные роли немецкого офицера, отца в пьесе «Невеста за 5 сом» и в других драмах. Заслуги Уринбоя Рахмонова в создании и деятельности Ошского театра отражены в книге Абдугани Абдугафурова «Ошский академический театр» изданная в феврале 2010 года на стр. 1, 3 и 42 на афише театра от 1940 года его имя и фамилия в списке актёров указано под № 19. В свободное время он писал стихи, где прославлял священную гору Сулайман-Тоо, город Ош, где он родился и жил до конца жизни. Причиной того, что многие его родственники являются деятелями искусства и культуры то, что поэт Ходжаназар Хувайдо (1704—1780) являлся их родственником. В старости Уринбой Рахмонов смотрел и благоустраивал мечеть-домик Бабура на горе Сулайман-Тоо города Ош. Каждый раз, когда поднимался на гору Сулайман-Тоо, он брал с собой два ведра воды и поливал посаженные им деревья. Опубликованы его стихотворения. Воспитал 12 детей. Старший сын Дилдорбек также работал в Ошском театре артистом и сыграл роли в трёх кинофильмах. Другой сын Дарвишбек палван Рахмонов тоже посвятил свою жизнь служению искусству и работает художественным руководителем цирковой труппы «Калдиргоч».
Уринбой Рахмонов был избран депутатом Ошского областного, Ошского городского, Кара-Суйского районного Совета, несколько раз Кызыл-Кыштакского сельского Совета депутатов, членом бюро Ошского обкома КП Киргизской ССР и Кара-Суйского райкома партии.
Уринбой Рахмонов дружил с драматургом Камилем Яшеном.

## Сыгранные роли и поставленные спектакли вОшском театре
| Год  | Название                  | Оригинальное название узб. {{{1}}} | Автор                   |
| ---- | ------------------------- | ---------------------------------- | ----------------------- |
| 1927 | Друзья                    | Ўртоқлар                           | К. Яшен                 |
| 1928 | Внутри                    | Ичкарида                           | К. Яшен                 |
| 1929 | Халима                    | Ҳалима                             | Гулом Зафарий           |
| 1929 | Ажи-ажи                   | Ажи-ажи                            | К. Яшен                 |
| 1930 | Истории на хлопковом поле | Пахта шумғиялари                   | Умаржон Исмоилов        |
| 1931 | Женитьба                  | Уйланиш                            | Н. В. Гоголь            |
| 1932 | Переводчик                | Тилмоч                             | Маннон Уйгур            |
| 1933 | Аршин мал алан            | Аршин мол олон                     | Гаджибеков              |
| 1934 | Ревизор                   | Ревизор                            | Н. В. Гоголь            |
| 1935 | История заговорила        | Тарих тилга кирди                  | Назир Сафаров, Зиё Саид |
| 1935 | Сожжём                    | Ёндирамиз                          | К. Яшен                 |
| 1936 | Вместо смерти             | Ўлим ўрнига                        | Жусуп Турусбеков        |
| 1936 | Любовь Яровая             | Любов Яровая                       | К. Тренёв               |
| 1936 | Комсомольский взвод       | Комсомол взводи                    | Тожизода                |
| 1937 | Обман и любовь            | Макр ва муҳаббат                   | Шиллер                  |
| 1937 | Фархад и Ширин            | Фарҳод ва Ширин                    | Ш. Хуршид               |
| 1938 | Слуга двух господ         | Икки хўжайинга бир қул             | К. Гольдони             |
| 1938 | Сабля Узбекистана         | Ўзбекистон қиличи                  | Сабир Абдулла           |
| 1939 | Пограничники              | Чегарачилар                        | Билль-Белоцерковский    |
| 1939 | Бай и батрак              | Бой ила хизматчи                   | Хамза                   |
| 1939 | Тахир и Зухра             | Тоҳир ва Зуҳра                     | Сабир Абдулла           |
| 1940 | Холисхон                  | Холисхон                           | Хамза                   |
| 1940 | Буран                     | Бўрон                              | К. Яшен                 |
| 1941 | Гулсара                   | Гулсара                            | К. Яшен и М.Мухамедов   |
| 1941 | Лейла и Маджнун           | Лайли ва Мажнун                    | Хуршид                  |
| 1941 | Курбан Умаров             | Қурбон Умаров                      | Сабир Абдулла           |
| 1942 | Смерть захватчикам!       | Ўлим босқинчиларга!                | К. Яшен                 |
| 1942 | Проделки Майсары          | Майсаранинг иши                    | Хамза                   |
| 1942 | Фронт                     | Фронт                              | Корнейчук               |
| 1943 | Даврон ата                | Даврон ота                         | Сабир Абдулла           |
| 1943 | Зафар                     | Зафар                              | Умаржон Исмоилов        |
| 1944 | Нурхон                    | Нурхон                             | К. Яшен                 |
| 1944 | Невеста за 5 сом          | Беш сўмлик келин                   | М. Ордубади             |
| 1945 | Песня жизни               | Ҳаёт қўшиғи                        | Уйгун                   |
| 1946 | Честь женщины             | Аёл номуси                         | Мухтаров                |
| 1947 | Весна                     | Навбаҳор                           | Уйгун                   |
| 1947 | Фархад и Ширин            | Фарҳод ва Ширин                    | Хуршид                  |
| 1948 | Красный галстук           | Қизил галстук                      | К. Тренёв               |
| 1948 | Песня жизни               | Ҳаёт қўшиғи                        | Уйгун                   |
| 1948 | Алтынкуль                 | Олтинкўл                           | Уйгун                   |
| 1949 | Лепестки                  | Ғунчалар                           | З. Фатхуллин            |
| 1949 | Семург                    | Семурғ                             | Хамид Алимджан          |
| 1950 | Адолат                    | Адолат                             | Исмоил Акрам            |
| 1950 | Алпамыш                   | Алпомиш                            | Сабир Абдулла           |
| 1951 | Токтогул                  | Тўқтағул                           | Ж. Боконбаев            |
| 1951 | Лейли и Меджнун           | Лайли ва Мажнун                    | Хуршид                  |
| 1952 | Ёрилтош                   | Ёрилтош                            | Шукур Саъдулла          |
| 1952 | Радость                   | Шодлик                             | Махмуд Рахмон           |
| 1952 | Шёлковое сюзане           | Шоҳи сўзана                        | Абдулла Каххар          |
| 1953 | Алишер Навои              | Алишер Навоий                      | Иззат Султан            |
| 1953 | Наталка Полтавка          | Наталка Полтавка                   | Н. Лысенко              |
| 1953 | Нурхон                    | Нурхон                             | К. Яшен                 |
| 1954 | Праздник на поле          | Далада байрам                      | Шукур Саъдулла          |
| 1954 | Сердечные секреты         | Юрак сирлари                       | Бахром Рахмонов         |
| 1955 | Офтобхон                  | Офтобхон                           | К. Яшен                 |
| 1955 | Девушка реки Ганг         | Ганг дарёсининг қизи               | Рабиндранат Тагор       |
| 1956 | Равшан и Зулхумор         | Равшан ва Зулҳумор                 | К. Яшен                 |
| 1956 | Любовь к Родине           | Ватан ишқи                         | З. Фатхуллин            |
| 1956 | Сундук секретов           | Сирли сандиқ                       | И. Ахмедов              |
| 1957 | Алпамыш                   | Алпомиш                            | Сабир Абдулла           |
| 1957 | Юлдуз                     | Юлдуз                              | Самад Вургун            |
| 1958 | Ойгул и Бахтияр           | Ойгул ва Бахтиёр                   | Хамид Алимджан          |
| 1958 | Именем революции          | Революция номи билан               | М. Шатров               |

- 1927 год — К. Яшен «Друзья».
- 1928 год — К. Яшен «Внутри».
- 1929 год — Гулом Зафарий «Халима», К. Яшен «Ажи-ажи».
- 1930 год — Умаржон Исмоилов «Истории на хлопковом поле».
- 1931 год — Н. В. Гоголь «Женитьба».
- 1932 год — Маннон Уйгур «Переводчик».
- 1933 год — Гаджибеков «Аршин мал алан».
- 1934 год — Н. В. Гоголь «Ревизор».
- 1935 год — Назир Сафаров, Зиё Саид «История заговорила», К. Яшен «Сожжём».
- 1936 год — Жусуп Турусбеков «Вместо смерти», К. Тренёв «Любовь Яровая», Тожизода «Комсомольский взвод».
- 1937 год — Шиллера «Обман и любовь», Ш. Хуршид «Фархад и Ширин».
- 1938 год — К. Гольдони «Слуга двух господ», Сабир Абдулла «Сабля Узбекистана».
- 1939 год — Билль-Белоцерковский «Пограничники», Хамза «Бай и батрак», Сабир Абдулла «Тахир и Зухра».
- 1940 год — Хамза «Холисхон», К. Яшен «Буран».
- 1941 год — К. Яшен и М.Мухамедов «Гулсара», Хуршид «Лейла и Маджнун», Сабир Абдулла «Курбан Умаров».
- 1942 год — К. Яшен «Смерть захватчикам!», Хамза «Проделки Майсары», Корнейчук «Фронт».
- 1943 год — Сабир Абдулла «Даврон ата», Умаржон Исмоилов «Зафар».
- 1944 год — К. Яшен «Нурхон», М. Ордубади «Невеста за 5 сом».
- 1945 год — Уйгун «Песня жизни».
- 1946 год — Мухтаров «Честь женщины».
- 1947 год — Уйгун «Весна», Хуршид «Фархад и Ширин».
- 1948 год — К. Тренёв «Красный галстук», Уйгун «Песня жизни», Уйгун «Алтынкуль».
- 1949 год — Фатхуллин «Лепестки», «Хамид Алимджан Семург».
- 1950 год — Исмоил Акрам «Справедливость», Сабир Абдулла «Алпамыш».
- 1951 год — Ж. Боконбаев[кирг.] «Токтогул», Хуршид «Лейли и Меджнун».
- 1952 год — Шукур Саъдулла «Ёрилтош», Махмуд Рахмон «Радость», Абдулла Каххар «Шёлковое сюзане».
- 1953 год — Иззат Султан «Алишер Навои», Н. Лысенко «Наталка Полтавка», К. Яшен «Нурхон».
- 1954 год — Шукур Саъдулла «Праздник на поле», Бахром Рахмонов «Сердечные секреты».
- 1955 год — К. Яшен «Офтобхон», Рабиндранат Тагор «Девушка реки Ганг».
- 1956 год — К. Яшен «Равшан и Зулхумор», Фатхуллин «Любовь к Родине», И. Ахмедов «Сундук секретов».
- 1957 год — Сабир Абдулла «Алпамыш», Самад Вургун «Юлдуз».
- 1958 год — Хамид Алимджан «Ойгул и Бахтиёр», М. Шатров «Именем революции».

Кроме того, он участвовал в многочисленных концертных программах.

## Личная жизнь
Отец — Рахмонберди Мадазимов (1875-1933). Мать Бибихон (1884—1922), уроженка города Уратепа. Первая супруга: Турсунхон Туйчибоева (1918-1954), уроженка города Андижан. Дети: Дилдорбек (1941), Дилоромхон (1943), Давлатбек (1949—2006), Дарвишбек (1952), Бахридилхон (1954), Донишбек (1957), Дилфузахон (1960), Сталин (1962), Махфузахон (1964), Дилрабо (1971).
Родственниками Уринбоя Рахмонова являются: Ходжаназар Хувайдо, Хабиб Абдуллаев
Племянники: Азизулло Иззатуллаев, Анвар Касымов, певец Мухаммадкарим Соипов.
Родственники со стороны свёкров: Султан и Кудрат Таирбаевы, Балтыходжа Султанов, Иззат Султан, Мухтар Султанов, Мамадали Курбанов, Махмуд Косимов, Алишер Отабоев, Кодир Рахматович Парпиев, Зироатхон (Ойхон) Хошимова, [archive.today/20191219154753/www.kino-teatr.ru/kino/acter/m/sov/9637/bio Эркин Комилов], экс-председатель ОАО “Узвторцветмет” Мурод Зайнобиддинович Салохиддинов, председатель Ошского горисполкома Ахмаджон Давидов.
Был похоронен на кладбище "Гудак мозор" на северном склоне горы Сулайман-Тоо города Ош.

## Написанная книга
- "История Рахмоновых из рода тысячников правивших городами Ош и Уратепа“ / Уринбой Рахмонов. — Ош, 2016. — 428 с.. (узб.) и (рус.)

## Память артиста театра
Решением местных властей была увековечена память основателя и художественного руководителя театра путём присвоения его имени трём улицам в селе Кызыл-Кыштак Кара-Суйского района Ошской области.
- В честь Уринбоя Рахмонова были названы три улицы с прилегающими переулками на новостройках участка Беш-Капа села Кызыл-Кыштак Кара-Суйского района Ошской области[14][15]